# Motu proprio
Motu proprio (з лат. «за особистою ініціативою») — назва, що стосується документа, найчастіше  папського рескрипту, що виданий папою з власної ініціативи.
Документ написаний латинською чи італійською мовою. Motu proprio не стверджують печаткою, а лише підписом Папи Римського.
Права, встановлені таким документом, не залежать від зовнішніх обставин (не забезпечуються ними), тоді як надані привілеї та диспензи дійсні, навіть якщо вони не узгоджуються з іншими канонічними законами чи привілеями. Тому каноністи традиційно називають motu proprio «матір'ю спокою».
Його зміст може бути повчальним (наприклад, щодо правил співу), стосуватись адміністративних питань чи доручень (наприклад, стосовно церковного закону або створення комісії) або надання привілею чи диспензи.
Motu proprio вперше був виданий Інокентієм VIII у 1484 році.
Дану назву документа також використовують у юриспруденції для позначення акту, виконаного судом без клопотання учасника справи.